# Ectinosoma pruvoti
Ectinosoma pruvoti is een eenoogkreeftjessoort uit de familie van de Ectinosomatidae. De wetenschappelijke naam van de soort is voor het eerst geldig gepubliceerd in 1971 door Soyer.